# Chuyến bay 4978 của Ryanair
Chuyến bay 4978 của Ryanair là chuyến bay chở khách quốc tế thường lệ từ sân bay quốc tế Athens, Hy Lạp, đến sân bay Vilnius, Litva. Ngày 23 tháng 5 năm 2021, Belarus thông báo máy bay có nguy cơ bị đánh bom khi gần đến không phận Litva. Tổng thống Belarus Alexander Lukashenko sau đó yêu cầu một chiến đấu cơ hộ tống máy bay về sân bay quốc gia Minsk. Khi máy bay đã hạ cánh, giới chức Belarus tiến hành bắt giữ nhà hoạt động đối lập, nhà báo Roman Protasevich – một trong những hành khách của chuyến bay.

## Chuyến bay
Ngày 23 tháng 5 năm 2021, Belarus cảnh báo chuyến bay 4978 của Ryanair (Athens – Vilnius) có nguy cơ bị đánh bom và buộc phải chuyển hướng đến sân bay quốc gia Minsk. Chuyến bay lúc đó đang chuyên chở 171 hành khách. Tại Minsk, khoảng 50 đến 60 sĩ quan an ninh đã lên kiểm tra máy bay, đồng thời bắt giữ nhà hoạt động đối lập đang bị truy nã Roman Protasevich. Theo văn phòng báo chí của Tổng thống Belarus Alexander Lukashenko, mặc dù đã ở gần không phận Litva, nhưng ông vẫn đích thân ra lệnh chuyển hướng chuyến bay đến Minsk và cử một tiêm kích MiG-29 của Không quân Belarus đến hộ tống. Ngoài Protasevich và bạn gái, bốn người khác vẫn chưa trở về Litva kể từ ngày 23 tháng 5 năm 2021 Lãnh đạo phe đối lập Belarus Sviatlana Tsikhanouskaya đã kêu gọi Tổ chức Hàng không Dân dụng Quốc tế (ICAO) mở một cuộc điều tra về vụ việc.
Hãng thông tấn chính phủ Belarus BelTA tuyên bố rằng các phi công đã được yêu cầu phải hạ cánh xuống Minsk, nhưng theo đại diện của Ryanair được trích dẫn bởi tờ báo Nga Novaya Gazeta, kiểm soát không lưu Belarus đã thông báo cho phi hành đoàn về mối đe dọa và yêu cầu họ chuyển hướng đến Minsk. Cộng đồng theo dõi máy bay của Belarus đã đăng một video được cho là mô tả cảnh MiG-29 (trang bị tên lửa không đối không) đã ngăn chặn chiếc máy bay này.
Chuyên gia hàng không Nga Vadim Lukashevich lưu ý rằng hành trình bay của FR4978 qua Belarus vào ngày 23 tháng 5 trở nên bất thường ngay cả trước khi thực hiện một lần quay đầu: dựa trên dữ liệu thô của FlightRadar24, ông tuyên bố rằng máy bay đã không bắt đầu hạ xuống Belarus mặc dù điều này thường xảy ra được thực hiện để chuẩn bị cho việc hạ cánh ở Vilnius. Ông cho rằng đường bay bất thường có thể cho thấy phi công của chiếc máy bay đã cố gắng giữ hướng ban đầu để tiến vào không phận Litva càng sớm càng tốt, nhưng buộc phải chuyển hướng sau sự can thiệp của máy bay phản lực Belarus..

## Máy bay
Máy bay liên quan đến sự kiện là một chiếc Boeing 737-800 bốn năm tuổi, được đăng ký tại Ba Lan, với số đăng ký là SP-RSM.

## Hậu quả

### Vị trí của chính phủ Belarus
Sau vụ việc, Bộ Giao thông vận tải Belarus thông báo rằng họ đã thành lập một ủy ban điều tra vụ hạ cánh cưỡng bức, tuyên bố rằng họ sẽ thông báo cho ICAO và IATA về tiến trình điều tra và công bố báo cáo ngay sau đó.
Vào ngày 24 tháng 5 năm 2021, Cục trưởng Cục Hàng không của Bộ Giao thông Vận tải Belarus Artyom Sikorsky đã đọc một bức thư email gửi đến sân bay Minsk vào ngày 23 tháng 5. Thông điệp này được ký bởi "binh sĩ Hamas" và bao gồm yêu cầu Israel "ngừng bắn ở dải Gaza" (xem cuộc khủng hoảng Israel–Palestine 2021) và đối với châu Âu Liên minh để ngăn chặn sự hỗ trợ của Israel. Họ đã đe dọa cho nổ máy bay ở Vilnius, theo bức thư này. Thủ tướng Đức Angela Merkel gọi lời giải thích của người Belarus "hoàn toàn không thể tin được". Hamas phủ nhận nó họ liên quan đến vụ việc theo bất kỳ cách nào.
Vào ngày 25 tháng 5 năm 2021, Cục Hàng không Belarus đã công bố bản ghi âm liên lạc vô tuyến giữa cơ quan kiểm soát không lưu Belarus và các phi công FR 4978. Theo bản ghi âm đó, người điều hành chuyến bay Belarus ban đầu nói với các phi công rằng họ "có thông tin từ các dịch vụ đặc biệt" về quả bom trên máy bay, sau đó tuyên bố rằng "an ninh sân bay stuff [sic] đã thông báo rằng họ đã nhận được e-mail ". Khi phi công hỏi có phải là sân bay Vilnius đã nhận được e-mail hay không hay sân bay Hy Lạp (Athens), nhà điều hành chuyến bay Belarus cho biết" một số sân bay đã nhận được thông báo đánh bom ". đã hạ cánh xuống Minsk, anh ấy được điều hành chuyến bay thông báo rằng đó là "khuyến nghị của chúng tôi". Đến thời điểm ngày 25 tháng 5, bản thông báo này không được  các bên độc lập xác nhận.

### Cấm vận
Nội các Litva cấm tất cả các chuyến bay đến và đi từ Litva bay qua không phận Belarus, có hiệu lực từ 00:00 GMT, ngày 25 tháng 5 (03:00 EEST). Bộ trưởng Giao thông vận tải Anh Grant Shapps đã chỉ thị cho Cơ quan Hàng không Dân dụng yêu cầu các hãng hàng không Anh tránh không phận Belarus. Giấy phép hoạt động trong không phận Vương quốc Anh của hãng hàng không quốc gia Belarus Belavia đã bị đình chỉ. Tổng thống Ukraina Volodymyr Zelensky chỉ thị chính phủ ngừng giao thông hàng không với Belarus.
EU đã tổ chức một cuộc họp của các nhà lãnh đạo vào ngày 24 tháng 5 tại Brussels, Bỉ. Trước cuộc họp, Tổng thống Litva Gitanas Nausėda đã kêu gọi EU áp đặt các biện pháp trừng phạt kinh tế mới đối với Belarus. 8 quốc gia đã kêu gọi cấm các chuyến bay qua và đến Belarus. Một đề xuất khác là giao thông mặt đất bị cấm vào EU từ Belarus. Tại cuộc họp, người ta đã nhất trí cấm các hãng hàng không có trụ sở tại EU bay qua không phận Belarus, cấm các hãng hàng không Belarus bay vào không phận EU, và thi hành một đợt trừng phạt mới.

## Phản ứng

### Quốc tế
- ICAO bày tỏ quan ngại sâu sắc về "việc chuyến bay buộc phải hạ cánh rõ ràng". Một tweet của ICAO tuyên bố rằng việc hạ cánh cưỡng bức có thể vi phạm Công ước Chicago về Hàng không Dân dụng Quốc tế.[32]
- Tổng thư ký NATO Jens Stoltenberg đã đăng tweet rằng việc ép một chuyến bay hạ cánh là một "sự cố nghiêm trọng và nguy hiểm cần điều tra quốc tế".[33]
- Chủ tịch Liên minh châu Âu Ursula von der Leyen mô tả vụ việc là "hoàn toàn không thể chấp nhận được", tuyên bố rằng "bất kỳ hành vi vi phạm quy tắc vận tải hàng không quốc tế nào đều phải gánh chịu hậu quả."[9]

### Quốc gia
- Bộ trưởng Bộ Ngoại giao, Marise Payne đã lên án "hành vi ngăn chặn bằng quân sự" đối với một máy bay dân sự và kêu gọi "thả ngay lập tức" nhân vật đối lập Belarus bị bắt.[34]
- Thủ tướng Bỉ Alexander De Croo ủng hộ các biện pháp trừng phạt "bao gồm cả việc cấm Belavia hạ cánh tại các sân bay của EU" và tuyên bố "Roman Protasevich phải được thả ngay lập tức".[35]
- Bộ trưởng Bộ Ngoại giao Canada, Marc Garneau Canada, nói rằng vụ việc là "một sự can thiệp nghiêm trọng vào hàng không dân dụng và một cuộc tấn công rõ ràng vào tự do truyền thông".[36]
- Thủ tướng Hy Lạp Kyriakos Mitsotakis, quốc gia mà chuyến bay Ryanair xuất phát, đã mô tả việc buộc hạ cánh máy bay là một "hành động gây sốc" và rằng cần phải gia tăng áp lực chính trị đối với Belarus.[37] Bộ trưởng Ngoại giao Hy Lạp Nikos Dendias đã mô tả sự kiện này là một "vụ không tặc nhà nước".[4]
- Taoiseach Ireland Micheál Martin đã mô tả vụ việc là "một hành động cưỡng chế do nhà nước tài trợ" và "hải tặc trên bầu trời".[38]
- Bộ trưởng Ngoại giao Latvia Edgars Rinkēvičs mô tả vụ việc là "trái với luật pháp quốc tế" và nói rằng phản ứng phải "mạnh mẽ và hiệu quả".[39] Vào ngày 24 tháng 5, Latvia trục xuất các nhà ngoại giao của Belarus để trả đũa việc Belarus trục xuất nhân viên của Latvia.[40]
- Tổng thống Litva Gitanas Nausėda cáo buộc nhà chức trách Belarus thực hiện một "hành động ghê tởm".[39] Ông cũng nói: "Tôi kêu gọi các đồng minh NATO và EU phản ứng ngay lập tức trước mối đe dọa do chế độ Belarus gây ra đối với hàng không dân dụng quốc tế. Cộng đồng quốc tế phải thực hiện các bước ngay lập tức để điều này không lặp lại".[41] Ngoài ra, Thủ tướng Litva Ingrida Šimonytė trong cuộc họp báo ngắn của bà ở sân bay Vilnius đã thông báo với công chúng rằng cuộc điều tra trước khi xét xử đã được bắt đầu đối với cưỡng bức mất tích và không tặc đối với chuyến bay.[42]
- Thủ tướng Hà Lan Mark Rutte lên án vụ tấn công "không thể chấp nhận được và chưa từng có tiền lệ".[43]
- Thủ tướng Ba Lan Mateusz Morawiecki gọi vụ việc là "một hành động khủng bố nhà nước chưa từng có và không thể không bị trừng phạt".[39]
- Người phát ngôn của Bộ Ngoại giao Nga Maria Zakharova đã so sánh sự cố với vụ hạ cánh của máy bay của Tổng thống Bolivia Evo Morales ở Áo vào năm 2013 trong cuộc săn lùng người tố giác NSA Edward Snowden sau khi các quốc gia châu Âu khác từ chối cho phép tiếp nhiên liệu hoặc sử dụng không phận của họ.[44]
- Tổng thống Ukraina Volodymyr Zelenskyi đã chỉ thị chính phủ đình chỉ các chuyến bay trực tiếp giữa Ukraine và Belarus và đóng cửa không phận Belarus đối với quá cảnh của các máy bay Ukraine. Thủ tướng Denys Shmyhal đã triệu tập cuộc họp nội các bất thường vào ngày 25 tháng 5.[45]
- Bộ trưởng Ngoại giao Dominic Raab nói rằng vụ việc là một "cuộc tấn công gây chấn động đối với hàng không dân dụng".[46] Chủ tịch Ủy ban Đối ngoại Tom Tugendhat của Anh nói rằng nếu đó không phải là một hành động chiến tranh thì đó chắc chắn là một hành động hiếu chiến.[30]
- Ngoại trưởng Mỹ Antony Blinken lên án việc hạ cánh chuyến bay là một "hành động trơ trẽn và gây sốc" và yêu cầu một cuộc điều tra quốc tế.[33] Có công dân Mỹ trên chuyến bay.[47] Bộ trưởng Giao thông Vận tải Hoa Kỳ Pete Buttigieg thông báo rằng Chính quyền Biden và Cục Hàng không Liên bang đang đánh giá xem liệu các hãng hàng không gắn cờ Mỹ tiếp tục hoạt động ở Belarus có an toàn hay không vùng trời.[48]
- Người phát ngôn Bộ Ngoại giao Cộng hòa Nhân dân Trung Hoa Triệu Lập Kiên phát biểu vào ngày 25 tháng 5 năm 2021, "Sự thật về vụ việc liên quan vẫn chưa rõ ràng. Trước khi đi đến tận cùng của sự việc và sự thật, các bên liên quan nên kiềm chế và tránh tình hình leo thang."[49] Vào ngày 27 tháng 5, Austrian Airlines đã hủy chuyến bay chở hàng từ Vienna đến Nam Kinh, vì chính quyền Trung Quốc không chấp thuận đường bay mới tránh Belarus. Một máy bay vận tải dự kiến bay từ Nam Kinh đến Viên vào ngày 28 tháng 5 cũng bị hủy vì lý do tương tự.[50]